# هارولد جونز (لاعب كرة قدم)
هارولد جونز (بالإنجليزية: Harold Jones)‏ (22 مايو 1933 بليفربول في المملكة المتحدة - 6 سبتمبر 2003) هو لاعب كرة قدم بريطاني في مركز الدفاع. لعب مع نادي ريل ونادي ليفربول.